# Olszowa (Grande-Pologne)
Pour les articles homonymes, voir Olszowa.
Olszowa est une localité polonaise de la gmina et du powiat de Kępno en voïvodie de Grande-Pologne.

## Histoire
De 1815 à 1920, Olszowa fait partie de l'arrondissement de Schildberg (de) puis à partir de 1887, de l'arrondissement de Kempen-en-Posnanie dans le district de Posen au sein de la province de Posnanie.